# Baltic Sail
Baltic Sail är en organisation som bildades år 1996. Idag 2020 finns den i sju länder kring Östersjön, däribland Sverige. Baltic Sail organiserar över 280 olika segelfartyg och segelbåtar som i juli och augusti seglar runt och besöker olika städer: Klaipeda, Gdansk, Karlskrona, Rostock (Hanse Sail), Åbo, Tallinn, Riga, Stettin och Nysted.
Målet med regattan är att bevara det maritima arvet kring de stora segelskeppen runt det Baltiska havet och samtidigt skapa en turistattraktion kring traditionell segling. Vissa av fartygen erbjuder rundturer, och flera av dem har barservering ombord. Baltic Sail attraherar sammanlagt hundratusentals besökare i de städer som besöks.

## Besök i Sverige
Den festival som besöks i Sverige är Karlskrona skärgårdsfest.